# Magyar Adria Egyesület
A Magyar Adria Egyesület 1910-ben alakult tudományos, kulturális egyesület az Adriai-tenger kutatására és minden tengerre vonatkozó ismeret terjesztésére. Első elnöke Gonda Béla mérnök, miniszteri tanácsos volt haláláig. Első főtitkára Tápay-Szabó László író, nyelvész volt. Az egyesület hivatalos közlönye és tudományos, tengerészeti, társadalmi havi folyóirata 1911-től A Tenger volt, több mint három évtizeden keresztül, amely nagyban hozzájárult a magyar tengerészeti folyóirattárának és könyvtárának megteremtéséhez. A folyóirat keretein túlnőve pedig Gonda Béla szervezésében megalapították a Magyar Adria Könyvtárat, amelynek 14 kötete jelent meg. További elnöke volt ifj. Entz Géza, valamint Mladiáta János.
Szakosztályok szerint működött, többek között történelmi, földrajzi, növénytani, állattani, kereskedelmi, néprajzi alakultak meg rögtön az első évben. Két tengerkutató expedíciót is szerveztek a Najade hajóval az Adrián Leidenfrost Gyula biológus, tengerkutató vezetésével.